# Mona Lisa (dal)
A Mona Lisa egy népszerű amerikai dal, amelyet Ray Evans és Jay Livingston írt a Paramount Pictures Captain Carey, USA (1949) filmjéhez. A cím és a szöveg a Mona Lisa reneszánsz portréra utal, amelyet Leonardo da Vinci festett. A dal 1950-ben elnyerte a legjobb eredeti dal Oscar-díját.

## Nat King Cole verziója
A dal első zenei változata Nelson Riddle hangszerelésében, Les Baxter és zenekara közreműködésével készült, s eredetileg a Minden idők legnagyobb feltalálója B-oldalára. Az American Songwriter magazin interjújában Jay Livingston emlékeztetett arra, hogy a lemez eredeti reklámjai a Mona Lisa nevet meg sem említették; a szám csak rádióműsorok reklámjaiból leszivárogva lett sláger. 
Nat King Cole verziója öt hetet töltött a Billboard kislemezlistájának első helyén, 1950-ben, s 1992-ben bevezették a Grammy Hírességek Csarnokába. Ő maga ezt a dalt a kedvenc felvételei közé sorolta.

## Egyéb előadásokban
Az 1950-es Billboard eladási listákon szintén jelentős sikerei voltak Dennis Day, Victor Young (Don Cherry ének), Art Lund, Ralph Flanagan (Harry Prime, ének), Charlie Spivak és Harry James (Dick Williams, ének) változataiban. Moon Mullican 4. és Jimmy Wakelyn 10. USA-slágerlista-helyezést ért el, 1950-ben.
Különböző művészek, köztük Jim Reeves, Elvis Presley 1959-ben (házi felvétel), Shakin 'Stevens, a Me First and the Gimme Gimmes, a Neville Brothers 1981-ben, valamint Nat King Cole lánya, Natalie Cole 1992-ben kiadták a dal feldolgozását. Israel Kamakawiwoʻole is feldolgozta az Alon in IZ Worldben. Bing Crosby 1956-ban vette fel Songs I Wish I Had I Sold the First Time Around című albumába. Harry Connick, Jr. pedig 2009-es, Your Songs című albumába.
A Mona Lisa (a "Foolish One", a. m. Bolondok között) rockabilly változatát Carl Mann adta ki a Phillips International Recordsnál (# 3539) 1959 márciusában, és eljutott a 25. helyre a Billboard Hot 100-on. Conway Twitty 1959 februárjában rögzítette a Mona Lisa egyik verzióját, de azt tervezte, hogy csak albumként (EP-n és LP-n, Conway Twitty Sings by MGM Records) adja ki. Mindazonáltal abban az évben az Brit kislemezlista 5., az Egyesült Államokban pedig a legjobb 30 között tetőzött. Sam Phillips szerződtette Carl Mannt, hogy rögzítse a dal változatát, miután a Twitty-verziót 1959 elején elkezdték a rádiók játszani. Ez volt Mann karrierjének legsikeresebb kislemeze. A dallam kissé eltér, de a dalszöveg többnyire megegyezik Nat King Cole eredeti változatával, bár néhány mondat még hozzáadódik, amelyek tovább részletezik a neki tetsző lány szépségét. Brian Setzer a Mann-verzióval foglalkozott a 2005-ös Rockabilly Riot (1. kötet): A Tribute to Sun Records című könyvében.
Andy Williams kiadta 1964-es albumában az Akadémia-díjas "Call Me Irresponsible" és több filmslágerben a dal egy változatát. 1994-ben Alexia Vassiliou feldolgozta Sony BMG Horis Revma élő albumában.
A hatvanas években tiltakozó dalairól ismert Phil Ochs 1970-ben adta elő hírhedt Carnegie Hall-beli koncertjén. A szám a Gunfight 1974-es koncertlemezén is megjelent.
Willie Nelson kiadta a Mona Lisa változatát 1981-es, Somewhere Over the Rainbow című albumának első számaként, amely az Egyesült Államok országlistája 11. helyén végzett.
Little Willie Littlefield 1990-es Singalong című albumában a dal egyik változatát rögzítette.
Az ezerkilencszázötvenes évek elején Kurt Henckels német zenekarvezető egy második világháború előtti big band-stílusú verziót vett fel a kelet-német Amiga kiadó számára.
Al Tuck kanadai zenész is feldolgozta My Blues Away című 2005-ös albumában.

## Filmeken
- A bulizók Alfred Hitchcock Hátsó ablak (1954) című filmjében, az egyik jelenet hátterében a Mona Lisát éneklik.
- 1986-ban a Mona Lisa című brit film témájaként használták fel.
- Az NBC minisorozatának, a Mob tanújának esküvői jelenetében idézték fel, 1998-ban.
- A The Freshman is jól használta, mind Cole felvétele, mind pedig Bert Parks filmjében.
- 2003-ban Seal énekelte fel a Mona Lisa mosolya című film számára.

## Slágerlistákon
- Moon Mullican (1950) US Hot Country Songs (Billboard) 4. helyezés
  - Jimmy Wakely 10. helyezés
- Conway Twitty (1959) Australian Singles Chart 1. helyezés
  - Norwegian Singles Chart 2.
  - Belgian Singles Chart	3.
  - UK Singles Char 5.
  - US Billboard Hot 100	29.
- Willie Nelson (1981) US Hot Country Songs (Billboard) 11.

## Lásd még
- 1950-es top kislemezek listája (USA)
- Top rhythm and blues slágerek listája (USA)

## Fordítás
Ez a szócikk részben vagy egészben  a   Mona Lisa (Nat King Cole song) című angol Wikipédia-szócikk ezen változatának fordításán alapul.  Az eredeti cikk szerkesztőit annak laptörténete sorolja fel. Ez a jelzés csupán a megfogalmazás eredetét és a szerzői jogokat jelzi, nem szolgál a cikkben szereplő információk forrásmegjelöléseként.